# Robert Gottlieb Tilly
Robert Gottlieb Tilly (češće Robert G. Tilly) (Veprovac, 24. lipnja 1959.) je bački književnik (pjesnik),  glazbeni publicist, glazbenik ("roker i bluzer u duši"), radijski voditelj, pjevač, slikar, konceptualni umjetnik, crtač stripova, karikaturist i prevoditelj. Pisao je poeziju, romane, poetsku prozu, eseje i antologije. Poznat je pod imenom Lonesome Bob Tilly.

## Životopis
Rodio se 24. lipnja 1959. u bačkom selu Veprovcu, selu koje se danas zove Kruščić.
U Subotici je pohađao gimnaziju. U Beogradu je studirao i apsolvirao filozofiju i matematičku logiku. Na odsjeku za matematičku logiku je dvije godine bio asistent. Nakon toga je dvije godine boravio u SAD-u gdje je bio instruktor plivanja u židovskim dječjim kampovima te radio kao spasilac na plaži. Nakon toga se vratio u Europu. Živi i radi u nekoliko država: Hrvatskoj, Crnoj Gori, Mađarskoj, Nizozemskoj, Njemačkoj, Sloveniji i Švedskoj. Od povratka iz SAD-a piše pjesme i prozna djela. Bavi se i prevođenjem. Prevodi s engleskog suvremene američke i britanske pjesnike. Osim književnosti, prevodi filozofsku literaturu i teološke spise. Pored engleskog, prevodi s latinskog, mađarskog, njemačkog i slovenskog jezika.
Uređivao je vlastiti alternativnog književnui fanzina Renesansni vašar. Od 1984. se godine 13 godina profesionalno bavio sviranjem jazz i blues glazbe. Ukupno je objavio jedanaest nosača zvuka.
Svoje je uradke objavio u mnoštvu država u Srbiji i susjednim državama: Oku iz Zagreba, slovenskom Delu, sarajevskom Oslobođenju i drugima.
Neke pjesme mu se nalaze u zbirci s III. pjesničkog skupa u Rešetarima (pjesništvo Književne sekcije KUD-a "Rešetari" i hrvatskih pjesnika u iseljeništvu) Nad vremenom i ognjištem (objavljenoj 2005.) s pjesničkog skupa u Rešetarima održanog 23. listopada 2004., u izboru Stjepana Blažetina, Ivana Slišurića, Đure Vidmarovića i urednika Ivana De Ville. U toj su zbirci osim njega nalaze i ovi hrvatski pjesnici iz Bačke: Josip Dumendžić, Zlatko Gorjanac, Antun Kovač, Cecilija Miler, Milivoj Prćić i Pavka Domić.
2012. je godine dobio nagradu Miroslav Dereta za roman Izdah iz staklenika. Žiri u sastavu Zoran Bognar, Milica Lilić i Radivoj Šajtinac ocijenio je Tillyjev rad kao "bespoštednu autobiografiju, podignutu na univerzalnu razinu, neprestani dijalog s vlastitom sudbinom, njenim ishodima i prividima".

## Vanjske poveznice
- (srpski) Sva ta muzika - glazbene stranice grada Subotice: Robert Tilly